# WeekendRick
WeekendRick was een programma op de Nederlandse radiozender Radio Veronica rond dj Rick van Velthuysen, en was eerder te beluisteren op Radio 538.
In het programma worden actuele onderwerpen aan de kaak gesteld waar de luisteraars op kunnen reageren; soms zijn het onderwerpen uit het nieuws en soms wordt er ook ingegaan op ideeën van luisteraars.
Tot ongeveer een maand voor het einde van de uitzendingen op Radio 538 was "Boer Teun" uit Assen nog te horen als reporter vanaf een door Radio 538 aangewezen locatie.
In de beginjaren van Radio 538 droeg ook al eens een programma van Van Velthuysen dezelfde naam. Dit radioprogramma werd op vrijwel hetzelfde tijdstip uitgezonden als het latere WeekendRick. In 1998 kwam hieraan echter een einde, toen Rick van Velthuysen op werkdagen het programma MiddagRick ging doen.
Van 1 september 2008 tot 31 december 2016 was WeekendRick te horen op Radio Veronica van 13:00 tot 16:00 uur. 
Van oktober 2023 tot juni 2025 bleef Rick van Velthuysen het programma presenteren op Radio Veronica. De uitzendtijden veranderden in deze periode: eerst werd het programma uitgezonden van 12:00 tot 15:00 uur, daarna van 13:00 tot 16:00 uur. Voor WeekendRick presenteerde Van Velthuysen het ochtendprogramma Rick in de Morgen, van 5 juni 2023 tot 11 september 2023. Dit programma kwam vroegtijdig te vervallen.
Op maandag 26 mei 2025 werd bekendgemaakt dat het contract van Rick van Velthuysen niet werd verlengd bij Radio Veronica. Hiermee kwam opnieuw een eind aan WeekendRick.